# Épisodes de The Muppets
Cet article présente le guide des épisodes de la série télévisée américaine The Muppets.

## Généralités
- Aux États-Unis, elle a été diffusée du 22 septembre 2015 au 1er mars 2016 sur le réseau ABC.
- Au Canada, la saison a été diffusée vingt-quatre heures à l'avance sur le réseau Citytv.

## Distribution

### Acteurs principaux
- Steve Whitmire : Kermit la grenouille, Rizzo the Rat (en), Beaker (en), Statler, Lips, The Muppet Newsman
- Eric Jacobson (en) : Miss Piggy, Fozzie, Animal, Sam Eagle (en)
- Dave Goelz : Gonzo, Bunsen Honeydew (en), Zoot, Waldorf, Beauregard, Chip
- Bill Barretta : Pepe the King Prawn (en), Rowlf the Dog (en), Dr Teeth, Chef suédois, Bobo the Bear, Big Mean Carl
- David Rudman (en) : Scooter (en), Janice
- Matt Vogel (en) : Floyd Pepper, Uncle Deadly, Sweetums, Lew Zealand
- Peter Linz (en) : Walter (en) (pilote seulement)

### Acteurs récurrents et invités
- Elizabeth Banks
- Topher Grace
- Reese Witherspoon
- Kerry Washington
- Michelle Pfeiffer
- Jennifer Lawrence
- Sofia Vergara
- Imagine Dragons
- Liam Hemsworth

## Épisodes

### Épisode 1: Titre français inconnu (Pig Girls Don't Cry)
- Canada : 21 septembre 2015 sur Citytv[1]
- États-Unis : 22 septembre 2015 sur ABC[2]

- États-Unis : 9,01 millions de téléspectateurs[3] (première diffusion)

- Elizabeth Banks (elle-même)
- Tom Bergeron (lui-même)
- Tracy Anderson (elle-même)
- Imagine Dragons (eux-mêmes)
- Meagan Fay (Holly)
- Jere Burns (Carl)
- Riki Lindhome (Becky)
- Nilla Watkins (Kim)
- Layla Alizada (Betty)

### Épisode 2: Titre français inconnu (Hostile Makeover)
- Canada : 28 septembre 2015 sur Citytv
- États-Unis : 29 septembre 2015 sur ABC

- États-Unis : 5,78 millions de téléspectateurs[4] (première diffusion)

- Josh Groban
- Laurence Fishburne
- Jay Leno
- Lea Thompson
- Reza Aslan

Excédés par le comportement de Piggy, qui joue sans cesse les divas, Kermit et les scénaristes du show décident de lui trouver un nouveau petit ami.

### Épisode 3: Titre français inconnu (Bear Left Then Bear Write)
- Canada : 5 octobre 2015 sur Citytv
- États-Unis : 6 octobre 2015 sur ABC

- États-Unis : 4,85 millions de téléspectateurs[5] (première diffusion)

- Liam Hemsworth (lui-même)
- Nick Offerman (lui-même)
- Christina Applegate (elle-même)

### Épisode 4: Titre français inconnu (Pig Out)
- Canada : 12 octobre 2015 sur Citytv
- États-Unis : 13 octobre 2015 sur ABC

- États-Unis : 4,34 millions de téléspectateurs[6] (première diffusion)

Ed Helms (lui-même)
Tous les membres de l'équipe vont faire la fête après le show, et Piggy veut absolument être invitée.

### Épisode 5: Titre français inconnu (Walk the Swine)
- Canada : 26 octobre 2015 sur Citytv
- États-Unis : 27 octobre 2015 sur ABC

- États-Unis : 4,33 millions de téléspectateurs[7] (première diffusion)

- Reese Witherspoon (elle-même)
- Riki Lindhome (Becky)

Reese Witherspoon est l'invitée du show, mais Piggy ne lui a jamais pardonné d'avoir décroché le rôle qu'elle convoitait dans Walk the Line. Elle est donc bien décidée à se venger.

### Épisode 6: Titre français inconnu (The Ex-Factor)
- Canada : 2 novembre 2015 sur Citytv
- États-Unis : 3 novembre 2015 sur ABC

- États-Unis : 4,56 millions de téléspectateurs[8] (première diffusion)

- Kristin Chenoweth (elle-même)
- Stacey Moseley (Cheryl)

Le groupe invite Kristin Chenoweth à l'accompagner dans le désert pour chanter à un anniversaire de mariage.

### Épisode 7: Titre français inconnu (Pig's in a Blackout)
- Canada : 9 novembre 2015 sur Citytv
- États-Unis : 10 novembre 2015 sur ABC

- États-Unis : 3,94 millions de téléspectateurs[9] (première diffusion)

Jason Bateman (lui-même)

### Épisode 8: Titre français inconnu (Too Hot to Handler)
- Canada : 16 novembre 2015 sur Citytv
- États-Unis : 17 novembre 2015 sur ABC

- États-Unis : 3,89 millions de téléspectateurs[10] (première diffusion)

- Chelsea Handler (elle-même)
- Riki Lindhome (Becky)

Fozzie veut emménager avec Becky, mais Kermit pense qu'il n'est pas encore prêt à le faire.

### Épisode 9: Titre français inconnu (Going, Going, Gonzo)
- Canada : 30 novembre 2015 sur Citytv
- États-Unis : 1er décembre 2015 sur ABC

- États-Unis : 3,78 millions de téléspectateurs[11] (première diffusion)

- Joseph Gordon-Levitt (lui-même)
- Dave Grohl (lui-même)

### Épisode 10: Titre français inconnu (Single All the Way)
- Canada : 7 décembre 2015 sur Citytv
- États-Unis : 8 décembre 2015 sur ABC

- États-Unis : 3,81 millions de téléspectateurs[12] (première diffusion)

- Mindy Kaling (elle-même)
- Echosmith (eux-mêmes)

C'est Noël chez les Muppets ! Comme chaque année, l'équipe a organisé un "Père-Noël secret" : chacun a pioché le nom de la personne à laquelle il devait offrir un cadeau. 

### Épisode 11: Titre français inconnu (Swine Song)
- Canada : 1er février 2016 sur Citytv
- États-Unis : 2 février 2016 sur ABC[13]

- États-Unis : 2,76 millions de téléspectateurs[14] (première diffusion)

- Utkarsh Ambudkar (Pache)
- June Raphael (Lucy Royce)
- Keegan-Michael Key (lui-même)
- Jordan Peele (lui-même)

La chaîne trouve le show de Piggy démodé. Elle envoie donc un expert, Pizza, pour le moderniser, au grand dam de toute l'équipe.

### Épisode 12: Titre français inconnu (A Tail of Two Piggies)
- Canada : 8 février 2016 sur Citytv
- États-Unis : 9 février 2016 sur ABC

- États-Unis : 2,71 millions de téléspectateurs[15] (première diffusion)

- Utkarsh Ambudkar (Pache)
- June Raphael (Lucy Royce)
- Keegan-Michael Key (lui-même)
- Jordan Peele (lui-même)

### Épisode 13: Titre français inconnu (Got Silk?)
- Canada : 15 février 2016 sur Citytv
- États-Unis : 16 février 2016 sur ABC

- États-Unis : 2,45 millions de téléspectateurs[16] (première diffusion)

- Utkarsh Ambudkar (Pache)
- RuPaul (lui-même)
- Ingrid Michaelson (elle-même)
- Kat Purgal (Gwynne)
- Jimm Giannini (Giuseppe)

### Épisode 14: Titre français inconnu (Little Green Lie)
- Canada : 22 février 2016 sur Citytv
- États-Unis : 23 février 2016 sur ABC

- États-Unis : 2,60 millions de téléspectateurs[17] (première diffusion)

### Épisode 15: Titre français inconnu (Generally Inhospitable)
- Canada : 29 février 2016 sur Citytv
- États-Unis : 1er mars 2016 sur ABC

- États-Unis : 2,73 millions de téléspectateurs[18] (première diffusion)

- Willie Nelson (lui-même)
- Utkarsh Ambudkar (Pache)

### Épisode 16: Titre français inconnu (Because...Love)
- Canada : 29 février 2016 sur Citytv
- États-Unis : 1er mars 2016 sur ABC

- États-Unis : 2,73 millions de téléspectateurs[18] (première diffusion)

Jack White (lui-même)